# Lars Castellucci

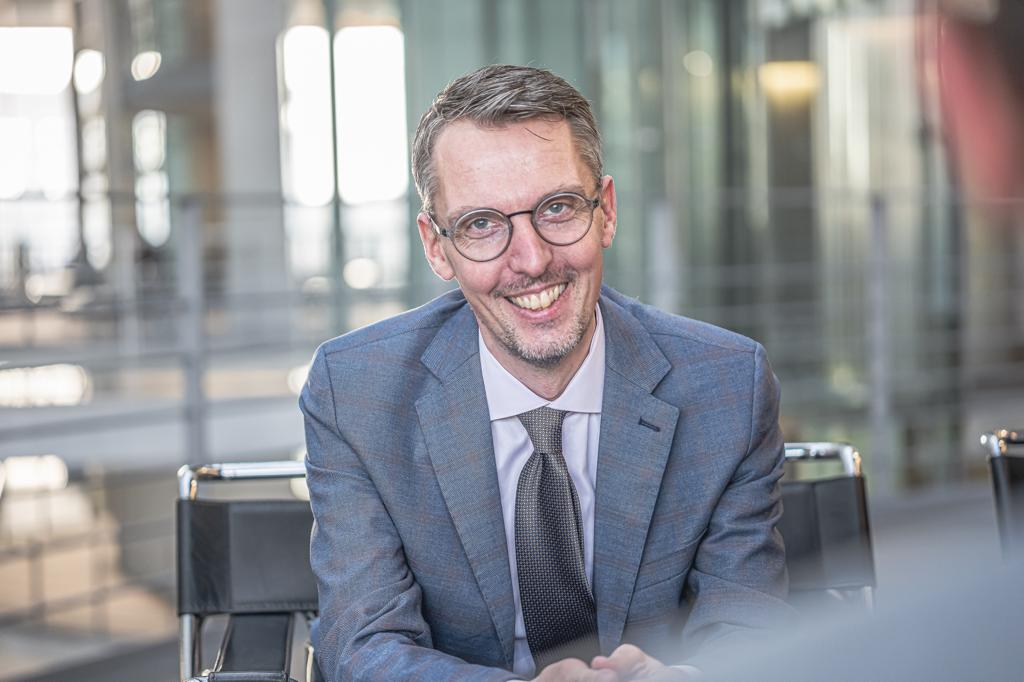
Lars Castellucci, 2022

Lars Dietmar Castellucci (* 24. Februar 1974 in Heidelberg) ist ein deutscher Politiker (SPD), Hochschulprofessor und seit 2013 Mitglied des Deutschen Bundestages. Seit 2025 ist er Beauftragter der Bundesregierung für Menschenrechtspolitik und humanitäre Hilfe.

## Leben
Nach seinem Abitur 1993 in Walldorf absolvierte Castellucci seinen Zivildienst im Psychiatrischen Zentrum Nordbaden.
Anschließend studierte Castellucci von 1995 bis 2000 Politikwissenschaft, Mittlere und Neuere Geschichte und Öffentliches Recht in Heidelberg, Mannheim und an der San Francisco State University. Nebenberuflich erstellte Castellucci zum Thema Exklusion in Deutschland und neuer Handlungsmöglichkeiten der Arbeitsmarktpolitik seine Dissertation, mit der er 2008 an der Technischen Universität Darmstadt promoviert wurde.
Von 2000 bis Januar 2013 arbeitete er bei der hessischen Kommunikations- und Strategieberatung IFOK im Geschäftsfeld Kommunen. Zum Sommersemester 2013 wurde Lars Castellucci auf die Professur für Nachhaltiges Management, insbesondere Integrations- und Diversity Management an der Hochschule der Wirtschaft für Management (HdWM) in Mannheim berufen.
Castellucci ist italienischer Abstammung. Sein italienischer Vater kam Anfang der 1970er Jahre nach Deutschland. In der Familie wurde jedoch nur Hochdeutsch gesprochen. Castellucci bekennt sich offen zu seiner Homosexualität und hat einen festen Lebenspartner. Er ist evangelisch.

## Politische Laufbahn
Castellucci ist seit 1991 Mitglied der SPD. Von 1995 bis 2001 war er Ortsvereinsvorsitzender der SPD Wiesloch. Mit der Amtsübernahme initiierte er einen Runden Tisch für Arbeit, aus dem 1997 die Beschäftigungsinitiative Wiesloch und Umgebung BIWU e. V. hervorging. Während seiner Amtszeit konnte Castellucci die Zahl der Mitglieder im Ortsverein um fast 40 Prozent steigern. Vom Dezember 1999 bis zum Oktober 2013 gehörte er dem Gemeinderat Wiesloch an, 2001–2013 war er dort Vorsitzender der SPD-Fraktion. In dieser Zeit initiierte er unter anderem die Bürgerstiftung Wiesloch und die Wieslocher Weihnachtswunschaktion. Von 2001 bis 2009 war Lars Castellucci Kreisvorsitzender der SPD Rhein-Neckar, des mitgliederstärksten Kreisverbands in Baden-Württemberg. Von 2005 bis 2018 war Castellucci stellvertretender Vorsitzender der SPD Baden-Württemberg.

### Bundestagsabgeordneter
Im Jahr 2009 trat er erstmals als Bundestagskandidat der SPD im Wahlkreis Rhein-Neckar an, verpasste jedoch den Einzug in den Deutschen Bundestag. Im Dezember 2012 wurde er von der Rhein-Neckar-SPD erneut zum Bundestagskandidaten im Wahlkreis 277 (Rhein-Neckar) gewählt und zog bei der Bundestagswahl 2013 über die baden-württembergische Landesliste in den Deutschen Bundestag ein. In seiner ersten Wahlperiode war er Mitglied des Innen- und des Europaausschusses. Außerdem war er stellvertretender Vorsitzender des Parlamentarischen Beirats für Nachhaltige Entwicklung und Sprecher der Arbeitsgemeinschaft Demokratie der SPD-Bundestagsfraktion. Castellucci war außerdem Vorsitzender der deutsch-italienischen Parlamentariergruppe.
Im Herbst 2016 wurde er mit knapp 96 Prozent erneut zum SPD-Kandidaten im Bundestagswahlkreis Rhein-Neckar und im März 2017 auf Platz 12 der baden-württembergischen SPD-Landesliste zur Bundestagswahl 2017 gewählt. Am 24. September 2017 wurde Castellucci erneut über die Landesliste in den Deutschen Bundestag gewählt.
Im Oktober 2018 kündigte Castellucci an, auf dem Landesparteitag im November gegen die Amtsinhaberin Leni Breymaier für den Parteivorsitz der SPD von Baden-Württemberg zu kandidieren. Bei einer Mitgliederbefragung unterlag er Breymaier mit nur 39 Stimmen und hielt im Gegensatz zu ihr an seiner Kandidatur fest. Auf dem Parteitag in Sindelfingen trat nun der Landtagsfraktionsvorsitzende Andreas Stoch gegen ihn an und setzte sich mit einem Vorsprung von acht Stimmen durch.
Bei der Bundestagswahl 2021 kandidierte er erneut als Direktkandidat der SPD im Bundestagswahlkreis Rhein-Neckar und auf Platz 10 der baden-württembergischen SPD-Landesliste, über die ihm dann die Wiederwahl gelang. Bei der Bundestagswahl 2025 zog er erneut über die Landesliste in den Bundestag ein.
Von 2022 bis 2025 war Castellucci stellvertretender Vorsitzender im Innenausschuss, den er kommissarisch leitete. Zudem war er 2021 Mitglied im Ausschuss für wirtschaftliche Zusammenarbeit und Entwicklung. Er ist stellvertretendes Mitglied im Ausschuss für Menschenrechte und humanitäre Hilfe des Deutschen Bundestages. Lars Castellucci ist Beauftragter für Kirchen und Religionsgemeinschaften, war bis 2021 stellvertretender innenpolitischer Sprecher der SPD-Bundestagsfraktion und bis 2023 Sprecher für Migration und Integration der SPD-Bundestagsfraktion. 2022 war er stellvertretendes Mitglied der Enquetekommission „Lehren aus Afghanistan für das zukünftige vernetzte Engagement Deutschlands“. Als stellvertretendes Mitglied gehörte Castellucci in der 19. Legislaturperiode dem Ausschuss für Arbeit und Soziales an und in der 18. dem Europaausschuss.
Am 28. Mai 2025 wurde er zum Beauftragten der Bundesregierung für Menschenrechtspolitik und humanitäre Hilfe ernannt.
Im 21. Deutschen Bundestag ist Castellucci Mitglied in folgenden Ausschüssen:
- Ordentliches Mitglied im Innenausschuss sowie im Ausschuss für wirtschaftliche Zusammenarbeit und Entwicklung
- Stellvertretendes Mitglied im Ausschuss für Menschenrechte und humanitäre Hilfe[17]

## Positionen
2023 sprach sich Lars Castellucci weiterhin für eine gesetzliche Einschränkung der geschäftsmäßigen Suizidassistenz aus. Ein entsprechender Gesetzentwurf wurde am 6. Juli 2023 im Bundestag ebenso wie ein u. a. von Katrin Helling-Plahr und Renate Künast eingebrachter Gegenentwurf abgelehnt.

### Engagement und Mitgliedschaften
Castellucci ist Mitglied des Stiftungsrates der Lebenshilfe Wiesloch und Mitglied des Kuratoriums bei World Vision Deutschland. Er ist Vorsitzender des Vereins Pizza & Politik e. V., des Instituts für soziale Nachhaltigkeit e. V. und war bis 2022 Vorsitzender des Stiftungsrats der Bürgerstiftung Wiesloch. Zudem hat er 2019 das „Wieslocher Wohnzimmer“ initiiert. Er war bis 2022 Mitglied der Kammer für Migration und Integration der Evangelischen Kirche in Deutschland. Außerdem ist er Gründungsmitglied der Wieslocher Tafel e. V., Gründungsmitglied der Beschäftigungsinitiative Wiesloch und Umgebung (BIWU) und Initiator der Wieslocher Weihnachtswunschaktion. Seit 2018 ist er Mitgründer und Beiratsmitglied im Bündnis für Demokratie und Toleranz – gegen Extremismus und Gewalt (BfDT).
Lars Castellucci ist Mitglied der Europa-Union Deutschland, die sich für ein föderales Europa und den europäischen Einigungsprozess einsetzt, der FES-Ehemaligen, beim Volksbund Deutsche Kriegsgräberfürsorge, der Gesellschaft der Freunde der Universität Heidelberg, der Sozialdemokratischen Gemeinschaft für Kommunalpolitik e. V., der Arbeiterwohlfahrt, der GEW, bei den Naturfreunden, bei Ökostadt Rhein-Neckar e. V., bei Reichsbanner Schwarz-Rot-Gold, im Deutschen Alpenverein, im Stadtteilverein Altwiesloch, bei Mehr Demokratie und im Tierschutzverein Wiesloch-Walldorf. Zudem ist er Mitglied der DLRG Walldorf.

## Veröffentlichungen
- Merini, Alda (2024): Die andere Wahrheit. Tagebuch einer Andersartigen. In: Müller, Thomas/Castellucci, Lars (Hrsg.): Psychiatriehistorische Vignetten. Psychiatrie in Geschichte, Literatur und Kunst. 2. Band. Zwiefalten: Verlag Psychiatrie und Geschichte, ISBN 978-3-931200-34-3.